# Jim Tully
Pour les articles homonymes, voir Tully.
Jim Tully, né le 3 juin 1891 près de St. Marys en Ohio et mort le 22 juin 1947 à Hollywood, est un hobo, boxeur, écrivain, critique de cinéma et scénariste américain.

## Biographie
Il connaît une enfance relativement heureuse, bien que pauvre. Sa mère, une immigrée irlandaise, meurt en 1892. Incapable de s'occuper de lui, son père l'envoie dans un orphelinat de Cincinnati, où l'enfant reste pendant six ans. Adolescent, il mène une vie errante dans des camps de clochards, des wagons couverts et des bibliothèques publiques au quatre coins des États-Unis. Fatigué de la route, il décide de s'installer à Kent, dans l'Ohio, où il travaille comme fabricant de chaînes, boxeur professionnel et chirurgien. Il commence également à écrire, surtout de la poésie, qu'il publie dans les journaux locaux. En free-lance, il n'est pas contraint par les studios d'écrire des critiques de films élogieuses et des articles formatés sur les célébrités hollywoodiennes (dont Charlie Chaplin, pour qui il a travaillé sur le film La Ruée vers l'or). En raison de cette liberté de ton et de parole, il devient rapidement le plus connu et le plus détesté des journalistes du milieu du cinéma. Sans être crédité au générique, il a participé au scénario du film Le Corbeau (The Raven), mettant en vedette Boris Karloff et Bela Lugosi.

## Ouvrages
En parallèle à son activité journalistique très lucrative, il publie des récits autobiographiques sur ses années d'errance. Il a également écrit des mémoires sur son enfance au sein de sa famille d'origine irlandaise, ainsi que des romans situés dans le milieu de la prostitution, de la boxe et du cinéma d'Hollywood. Il est considéré comme un des précurseurs du roman hardboiled et de la Beat Generation.

## Vie privée
Le 14 octobre 1910, il épouse Florence May Bushnell, dont il aura deux enfants. En 1912, il déménage à Hollywood et devient l'un des premiers journalistes indépendants à couvrir l'actualité cinématographique.

## Œuvres

### Autobiographies
- Beggars of life : autobiography of a hobo (1924) :  Publié en français sous le titre Vagabonds de la vie. Autobiographie d'un hobo, traduit par Thierry Beauchamp, Paris, Les Éditions du Sonneur, 2016, 285 p.  (ISBN 978-2-37385-028-4)[3] ; réédition, Paris, LGF, coll. « Le Livre de poche. Biblio » no 34955, 2018  (ISBN 978-2-253-90659-9)
- Circus Parade (1927) : Publié en français sous le titre Circus parade, traduit par Thierry Beauchamp, Paris, Les Éditions du Sonneur, 2017, 240 p.  (ISBN 978-2-37385-066-6)
- Shanty Irish (1928) : publié en français sous le titre Les Assoiffés, traduit par Thierry Beauchamp, Paris, Les Éditions du Sonneur, 2018, 240 p.  (ISBN 9782373850888)
- A Man of the New School (1931)

### Romans
- Emmett Lawler (1922)
- Jarnegan (1926)
- Shanty Irish (1928)
- Shadows of Men (1930) Publié en français de façon partielle sous le titre Ombres d'hommes, traduit par Titaÿana, Paris, L. Querelle, coll. « Revue Jazz », 1931 ; réédition sous le même titre dans une traduction revue et complétée par Cyril Gay, Montréal, Lux, coll. « Orphée », 2017  (ISBN 978-2-89596-243-4)
- Beggars Abroad (1930)
- Blood on the Moon (1931)
- Laughter in Hell (1932)
- Ladies in the Parlor (1935)
- The Bruiser (1936)
- Biddy Brogan’s Boy (1942)

### Portraits
- A Dozen and One (1943)

### Théâtre
- Black Boy, avec Frank Dazey (1926)
- Twenty Below, avec Robert Nichols (1927)